# Braunau (distrikt)
Braunau  är ett distrikt (Bezirk) i det österrikiska  förbundslandet Oberösterreich. Centralorten Braunau am Inn ligger 245 kilometer väster om huvudstaden Wien. Distriktet gränsar i norr mot Bayern i Tyskland.
Distriktet delas in i stadskommuner, köpingskommuner och kommuner:

Kommunerna i distriktet Braunau

Stadskommuner (Stadtgemeinden):
- Altheim
- Braunau am Inn
- Mattighofen

Köpingskommuner (Marktgemeinden):
- Aspach
- Eggelsberg
- Helpfau-Uttendorf
- Mauerkirchen
- Ostermiething

Kommuner (Gemeinden):
- Auerbach
- Burgkirchen
- Feldkirchen bei Mattighofen
- Franking
- Geretsberg
- Gilgenberg am Weilhart
- Haigermoos
- Handenberg
- Hochburg-Ach
- Höhnhart
- Jeging
- Kirchberg bei Mattighofen
- Lengau
- Lochen am See
- Maria Schmolln
- Mining
- Moosbach
- Moosdorf
- Munderfing
- Neukirchen an der Enknach
- Palting
- Perwang am Grabensee
- Pfaffstätt
- Pischelsdorf am Engelbach
- Polling im Innkreis
- Roßbach
- Sankt Georgen am Fillmannsbach
- Sankt Johann am Walde
- Sankt Pantaleon
- Sankt Peter am Hart
- Sankt Radegund
- Sankt Veit im Innkreis
- Schalchen
- Schwand im Innkreis
- Tarsdorf
- Treubach
- Überackern
- Weng im Innkreis